# Худа Марія Михайлівна
Марія Михайлівна Худа (?, тепер Закарпатська область — ?) — українська радянська діячка, новатор сільськогосподарського виробництва, бригадир тракторної бригади Хустської МТС Хустського району Закарпатської області. Депутат Верховної Ради УРСР 4-го скликання.

## Біографія
Народилася в селянській родині. Батько десятки років пропрацював робітником щебеневого заводу на Закарпатті.
Закінчила семирічну сільську школу.
Трудову діяльність розпочала в другій половині 1940-х років у колгоспі імені Жданова Хустського району Закарпатської області. Потім працювала ланковою колгоспу імені Жданова. Закінчила курси трактористів.
З 1951 року — трактористка Хустської машинно-тракторної станції (МТС) Хустського району Закарпатської області.
Закінчила Берегівську школу механізації сільського господарства Закарпатської області.
З січня 1954 року — бригадир 7-ї тракторної бригади Хустської МТС Хустського району Закарпатської області.

## Нагороди
- орден «Знак Пошани» (26.02.1958)
- медалі